# Lycosa niceforoi
Lycosa niceforoi este o specie de păianjeni din genul Lycosa, familia Lycosidae, descrisă de Mello-leitao, 1941.
Este endemică în Columbia. Conform Catalogue of Life specia Lycosa niceforoi nu are subspecii cunoscute.